# Фроджен, Боб
Ро́берт Чарльз (Боб) Фро́джен (англ. Robert Charles (Bob) Frojen, 1 декабря 1930, Гамбург, Германия — 11 декабря 2005, Лос-Анджелес, Калифорния, США) — американский ватерполист, полевой игрок. Участник летних Олимпийских игр 1956 года, серебряный призёр Панамериканских игр 1955 года.

## Биография
Боб Фроджен родился 1 декабря 1930 года в немецком городе Гамбург.
Вырос в Южной Калифорнии. Занимался водными видами спорта в Фуллертонском колледже и Стэнфордском университете, который окончил в 1952 году. В 1950—1952 годах участвовал в чемпионатах США по плаванию. В составе ватерпольного клуба Южной Калифорнии выигрывал чемпионат Ассоциации американских университетов в 1949—1950 годах на открытом воздухе, в 1957 году — в помещении.
В 1955 году в составе сборной США завоевал серебряную медаль ватерпольного турнира Панамериканских игр в Мехико.
В 1956 году вошёл в состав сборной США по водному поло на летних Олимпийских играх в Мельбурне, занявшей 5-е место. Играл в поле, провёл 6 матчей, мячей (по имеющимся данным) не забивал.
Умер 11 декабря 2005 года в американском городе Лос-Анджелес.

## Память
В 1981 году введён в Зал славы американского водного поло.